# Žižkovy duby v Miletíně
Žižkovy duby v Miletíně jsou dva památné stromy – duby letní nacházející se u Miletínské bažantnice u obce Miletín v okrese Jičín. Při vichřici 23.7. 2009 byly duby zničeny (ulomeny koruny).

## Památné a významné stromy v okolí
- Bělohradský buk
- Erbenův dub
- Lípa v Podemládí
- Lípa v Želejově
- Svatojanský jasan

## Galerie

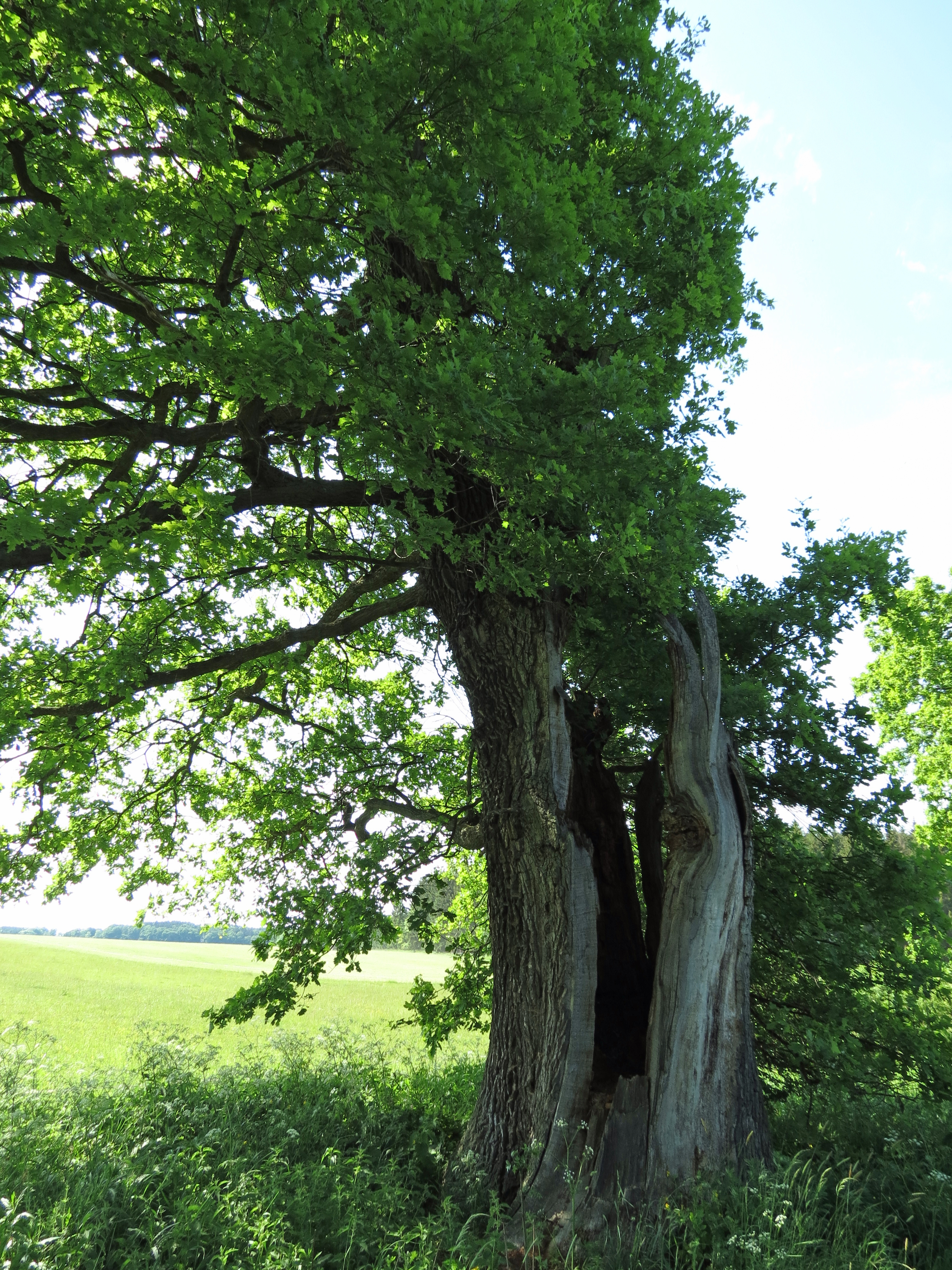
Jaro 2017
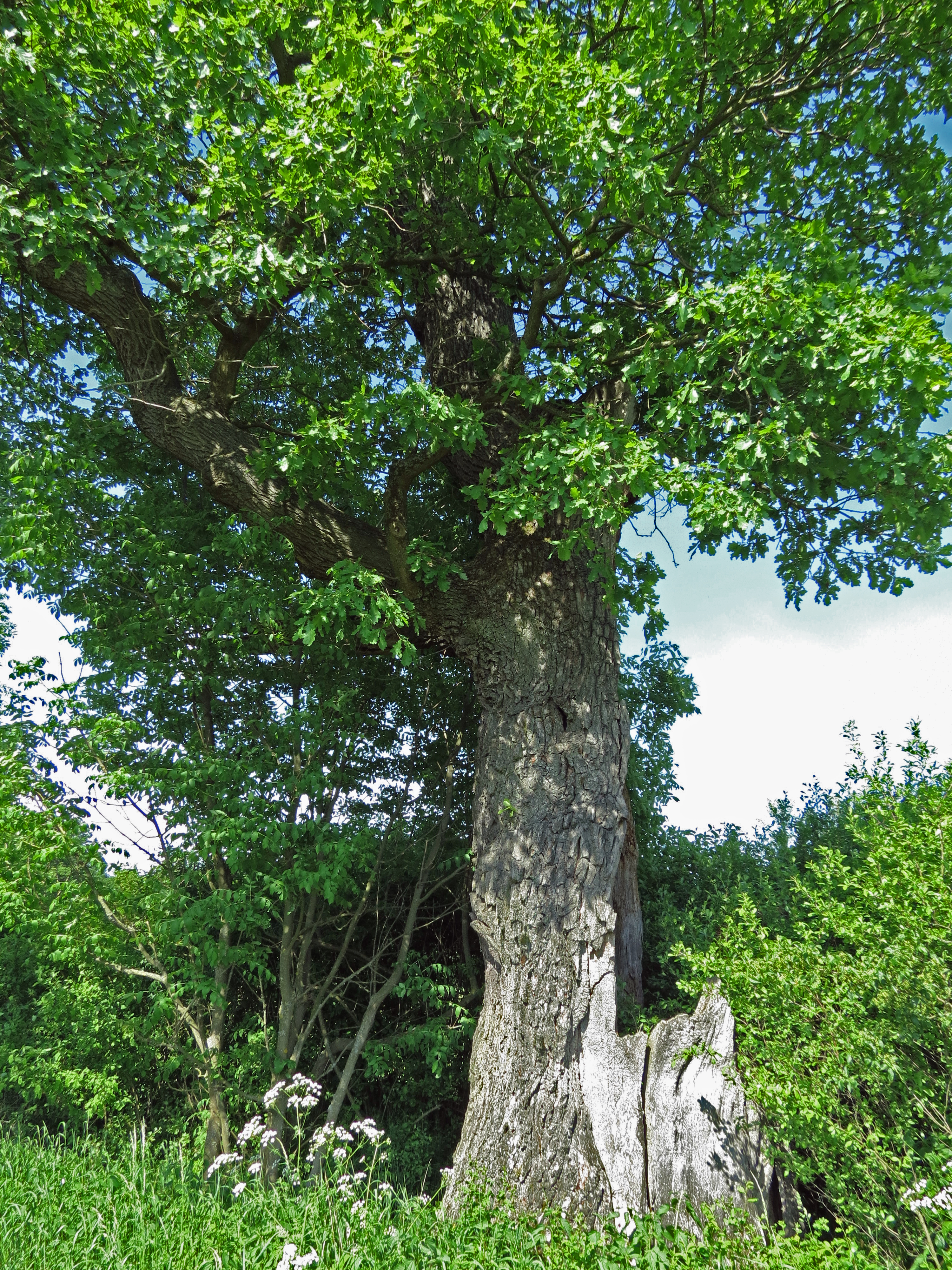
Jaro 2017
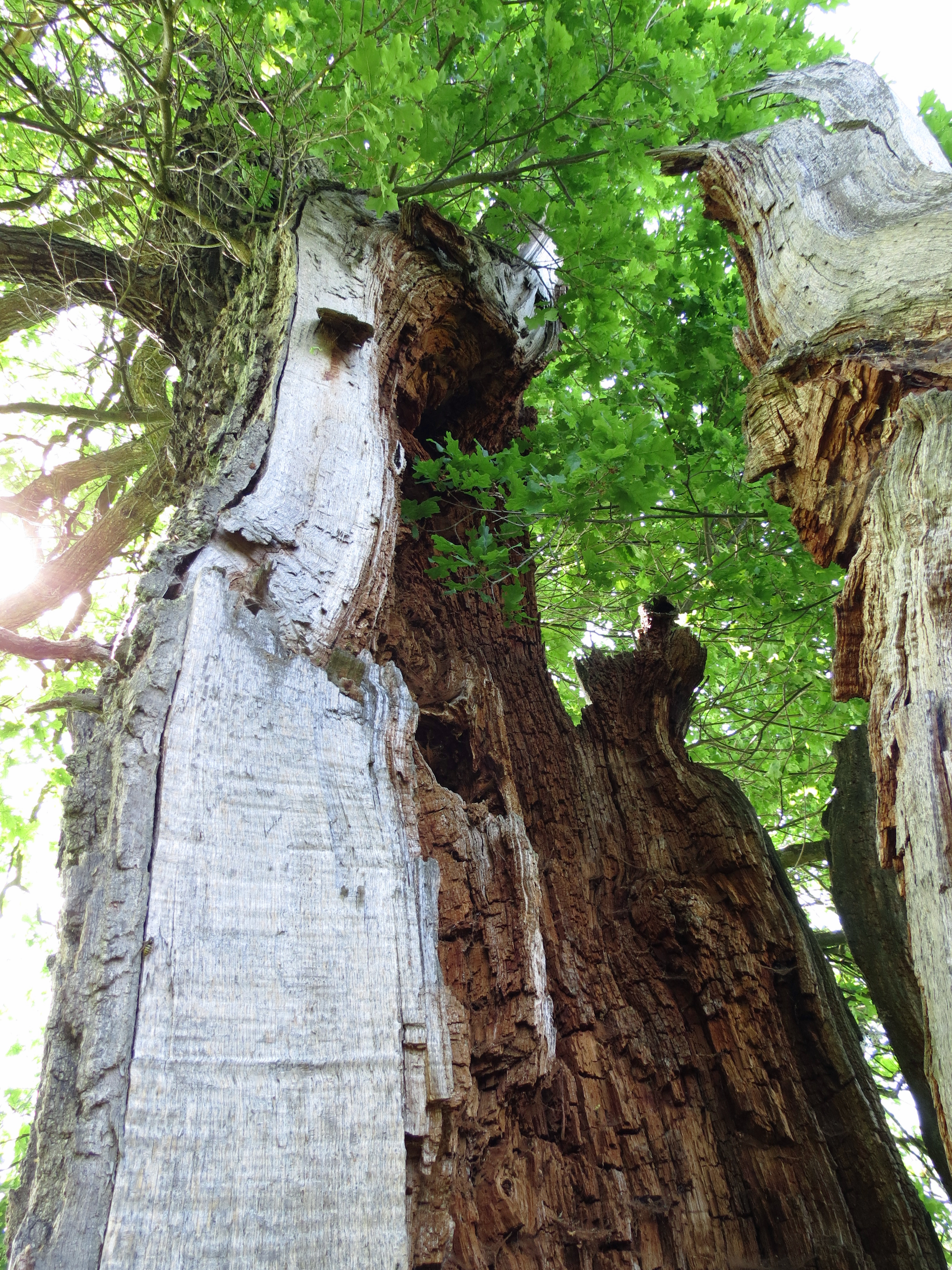
Jaro 2017